# Pestèda
La pestèda (letteralmente, in dialetto valtellinese, "pestata") è un insaporitore aromatico originario di Grosio e divenuto tipico della cucina valtellinese. Si tratta di un battuto di aglio, sale, pepe, foglie di achillea nana (girupina) e timo serpillo (peverel).

## Uso
Dal sapore intenso e leggermente piccante è largamente utilizzato come condimento aromatico principalmente per i piatti tipici della tradizione valtellinese, come ad esempio pizzoccheri, manfrigole, gnocchetti di Chiavenna, chisciöi o il riso alla valtellinese e si sposa anche con i primi piatti della tradizione alpina, ma si sposa anche con patate lessate, lardo, carni e verdure.

## Storia
Le origini della pestèda sono legate all'importazione del pepe in Valtellina dalla Serenissima Repubblica di Venezia nel XVII secolo. Le famiglie di Grosio continuano a preparare la pestèda secondo antichi metodi segreti, tramandati solo all'interno dei nuclei familiari che divergono per tempi di marceratura, nelle quantità od anche negli ingredienti che la diversificano tra diverse varianti.
Il suo nome pestèda indica in particolare la sua metodologia di produzione, infatti viene tradizionalmente prodotta in piccole quantità pestando gli ingredienti nel mortaio, utilizzato per ridurre in polvere gli ingredienti sia per mescolarli insieme.

## Ingredienti
Gli ingredienti della pestèda di Grosio sono i seguenti:
- sale;
- pepe;
- aglio;
- achillea nana;
- timo serpillo;

La combinazione degli stessi può essere variabile.
Esistono varianti con l'aggiunta di ginepro, grappa o Sassella.